# Hydrelia ornata
Hydrelia ornata är en fjärilsart som beskrevs av Moore 1867. Hydrelia ornata ingår i släktet Hydrelia och familjen mätare. Inga underarter finns listade i Catalogue of Life.